# Huskvarna stadshotell (2006)
Ej att förväxla med Huskvarna stadshotell (1912)
Huskvarna stadshotell är ett familjeägt hotell vid Esplanaden i Huskvarna, som i sin nuvarande form bildades 2006. Hotellet har 35 individuellt designade rum.
Hotellet ligger i kvarteret Mars. Det fanns tidigare ett Huskvarna stadshotell i grannkvarteret Union vid Esplanaden, som öppnade 1912. Byggnaden, som inrymmer nuvarande Huskvarna stadshotell byggdes i anslutning till uppförandet 1910–1916 av tre kombinerade affärs- och bostadshus mot Esplanaden i kvarteret Union. Dessa var de första i det nya kommersiella centret i Huskvarna, med Konsumtionsföreningen Unions fyra separata butiker, post, telegraf, bank och hotell. Huskvarna hade 1907 bildats som köping och 1911 ombildats till stad. Esplanaden hade anlagts som den nya stadens paradstråk 1911.
Det ursprungliga Huskvarna stadshotell stängde 1920. Byggnaden revs senare för att ersättas med ett annex till tidigare Huskvarna stadshus.
År 2006 etablerades Huskvarna Stadshotell i sin nuvarande form. Nuvarande (2024) ägare förvärvade Huskvarna stadshotell 2012.